# Kamperveen (waterschap)
Het Waterschap Kamperveen heeft bestaan van 1822 tot 1970. In 1970 ging het waterschap met andere waterschappen op in het nieuwe waterschap IJsseldelta. Het was een klein waterschap, dat niet meer dan de Polder Kamperveen, een veenpolder, omvatte.
De archieven van het waterschap zijn opgenomen in het stadsarchief van Kampen.
Reeds in de 17de eeuw was er een gelijknamige voorganger.